# Kanton Argentan-Est
Der Kanton Argentan-Est war von 1982 bis 2015 ein französischer Wahlkreis im Arrondissement Argentan, im Département Orne und in der Region Normandie; sein Hauptort war Argentan.

## Gemeinden
Der Kanton bestand aus fünf Gemeinden und einem Teil der Stadt Argentan (angegeben ist die Gesamteinwohnerzahl, im Kanton lebten etwa 6.300 Einwohner):
| Gemeinde         | Einwohner Jahr | Fläche km² | Bevölkerungsdichte | Code INSEE | Postleitzahl |
| ---------------- | -------------- | ---------- | ------------------ | ---------- | ------------ |
| Argentan         | 13.903 (2013)  | –          | – Einw./km²        | 61006      | 61200        |
| Aunou-le-Faucon  | 231 (2013)     | –          | – Einw./km²        | 61014      | 61200        |
| Juvigny-sur-Orne | 114 (2013)     | –          | – Einw./km²        | 61212      | 61200        |
| Sai              | 219 (2013)     | –          | – Einw./km²        | 61358      | 61200        |
| Sévigny          | 317 (2013)     | –          | – Einw./km²        | 61472      | 61200        |
| Urou-et-Crennes  | 768 (2013)     | –          | – Einw./km²        | 61496      | 61200        |